# Ernie Blenkinsop
Ernie Blenkinsop, né le 20 avril 1902 à Barnsley (Angleterre), mort le 24 avril 1969 à Sheffield (Angleterre), était un footballeur anglais, qui évoluait au poste de défenseur à Sheffield Wednesday et en équipe d'Angleterre.
Blenkinsop n'a marqué aucun but lors de ses vingt-six sélections avec l'équipe d'Angleterre entre 1928 et 1933.

## Carrière
- 1921-1923 : Hull City
- 1923-1934 : Sheffield Wednesday
- 1934-1937 : Liverpool FC
- 1937-1939 : Cardiff City
- 1939 : Buxton FC

## Palmarès

### En équipe nationale
- 26 sélections et 0 but avec l'équipe d'Angleterre entre 1928 et 1933.

### Avec Sheffield Wednesday
- Vainqueur du Championnat d'Angleterre de football en 1929 et 1930.
- Vainqueur du Championnat d'Angleterre de football D2 en 1926.